# Karsten Warholm
Karsten Warholm (Ulsteinvik, 28 de fevereiro de 1996) é um velocista e barreirista norueguês, campeão olímpico, tricampeão mundial e recordista mundial dos 400 metros com barreiras. 
Campeão desta prova em Londres 2017 e Doha 2019, ele também foi o detentor dos segundo e terceiro melhores tempos do mundo na modalidade, marcas conseguidas durante a disputa do circuito da Diamond League de 2019 e 2020, nas etapas de Zurique e Estocolmo, sendo então o único atleta a correr os 400 m c/ barreiras em menos de 47 segundos por duas vezes. Durante a etapa de Oslo da Diamond League e na frente de seu publico, ele quebrou o recorde mundial da prova, com a marca de 46.70, superando a antigo recorde de 46.78 do norte-americano Kevin Young, estabelecido em Barcelona 1992 e que durava 29 anos.
Em Tóquio 2020, os Jogos disputados em 2021 devido à pandemia de covid-19, quebrou novamente seu recorde mundial, conquistando a medalha de ouro em 45,94, primeiro homem no mundo a correr esta prova em menos de 46 segundos. 
Contundido no início de 2022 e sem estar na melhor forma, não conseguiu medalha no Mundial de Eugene 2022, prova vencida pelo brasileiro Alison dos Santos. Em Budapeste 2023, recuperado da contusão, se tornou tricampeão mundial da modalidade, o primeiro atleta a conseguir o feito nesta prova do atletismo.
Em Paris 2024 ficou com a medalha de prata com o tempo de 47.06.